# Pueblo irlandés

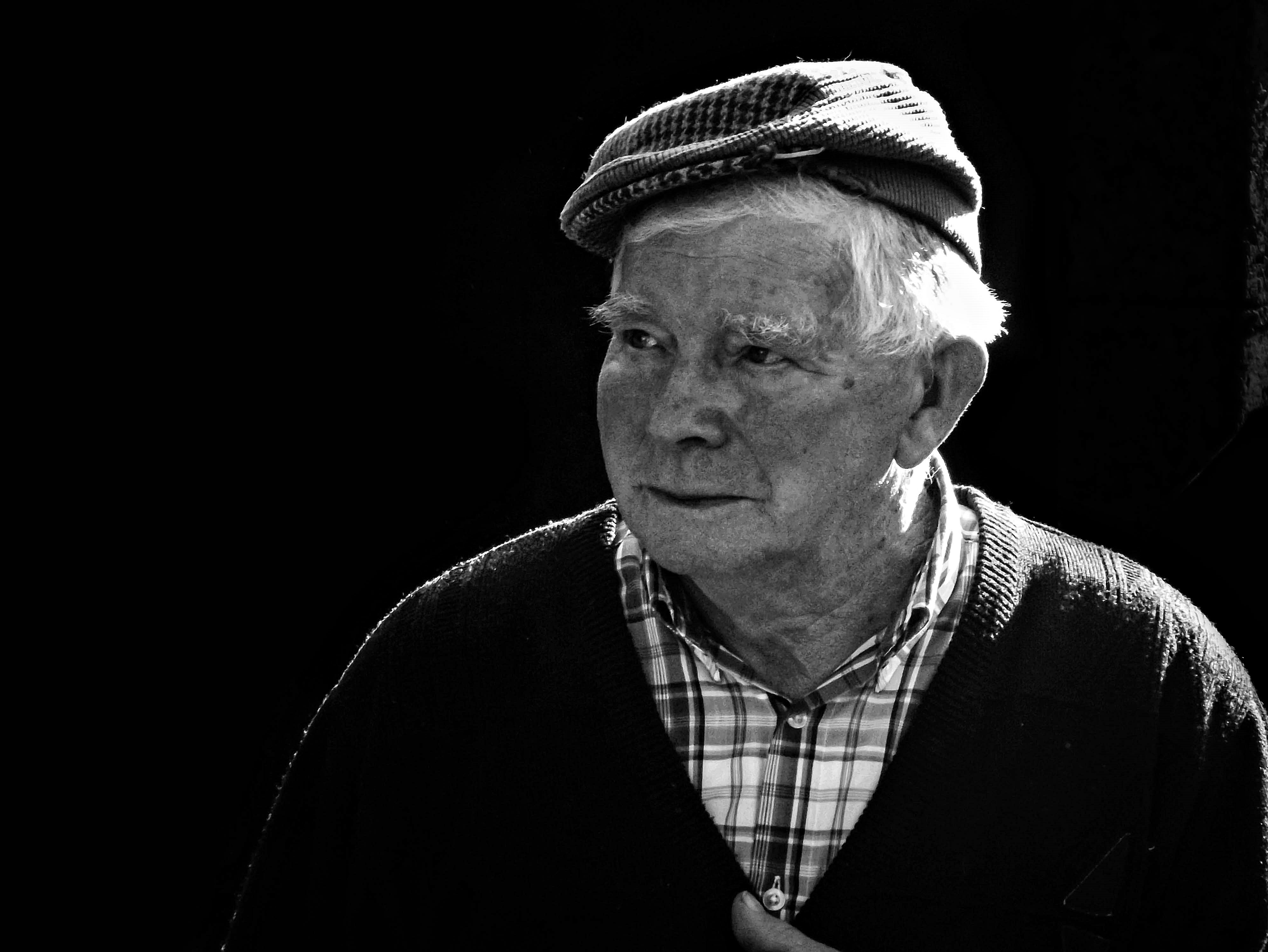
Hombre irlandés de campo

El pueblo irlandés (irlandés: Muintir na hÉireann, na hÉireannaigh, na Gaeil) es un grupo étnico de Europa del Norte originario de Irlanda, al noroeste de Europa. Irlanda ha estado poblada desde el megalítico. Los irlandeses desarrollarían la cultura megalítica, mesolítica y adoptarían la cultura celta, ya que nunca hubo ninguna invasión celta. Todo esto se sabe gracias al profesor de genética humana Bryan Sykes. Los irlandeses se mezclarían con los vikingos, venidos de Noruega y Dinamarca en la Edad Media.
Los cambronormandos que llegaron a Irlanda se mezclarían muy poco, ya que la mayoría murió de una epidemia en las grandes ciudades donde se establecieron. De hecho, solo el 5% de la población por condado en Irlanda tiene ancestros normandos.
En la actualidad, se calcula que el pueblo irlandés se compone de 80 millones de personas, repartidos de la siguiente manera: en la isla de Irlanda, 4.655.660 (de los cuales 3.900.660 residen en la República de Irlanda); en Estados Unidos, 36.495.800; en el Reino Unido, 14.000.000; en Canadá, 4.354.155; en Australia, 1.900.000; en Argentina, 600.000; y en Chile, con 120.000. Asimismo, alrededor de 800.000 personas nacidas en Irlanda residen en Gran Bretaña, con unos 14 millones adicionales que reclaman contar con ascendencia irlandesa.
A lo largo de la historia, han existido muchos irlandeses notables. El monje y misionero irlandés del siglo VI Columbano de Lexehuil es visto como uno de los "padres de Europa", seguido por Kilian de Wurzburgo y Virgilio de Salzburgo. El científico Robert Boyle es considerado el "padre de la química". Entre los exploradores irlandeses famosos se encuentran Brandán, Ernest Shackleton y Thomas Crean. Según algunos registros, el primer niño europeo nacido en América del Norte tenía ascendencia irlandesa por los dos lados; mientras que también fue un irlandés quien habría puesto pie por primera vez en suelo americano en la expedición de Colón de 1492.
El pueblo irlandés es muy conocido por sus escritores. Hasta fines del período temprano moderno, la mayoría de los irlandeses educados hablaba y escribía en latín y griego. Los escritores irlandeses más notables en idioma inglés incluyen a Bram Stoker, Jonathan Swift, James Joyce, Oscar Wilde, William Butler Yeats, Samuel Beckett, Patrick Kavanagh y Seamus Heaney. Entre los escritores en idioma irlandés del siglo XX se encuentran Flann O'Brien, Peig Sayers, Muiris Ó Súilleabháin y Máirtín Ó Direáin.
Es común encontrar descendientes de irlandeses fuera de Irlanda, sobre todo en países occidentales de habla inglesa. Históricamente, la emigración del pueblo irlandés se debe a factores políticos, económicos y a la opresión religiosa. Hoy en día, la diáspora irlandesa está conformada por más de 80 millones de personas dispersas en Reino Unido, Australia, Canadá, Argentina, Chile, Nueva Zelanda, México, Francia, España y Alemania. El mayor grupo de personas de ascendencia irlandesa reside en Estados Unidos, donde el número de descendientes de irlandeses es más de diez veces superior a la población de Irlanda.

## Lista de irlandeses notables
- Aidan de Lindisfarne - Obispo de Lindisfarne, fallecido en 651
- Brígida de Kildare - Santa, falleció c. 525
- Conan O'Brien - Comediante
- Dicuil - Geógrafo del siglo VIII y IX
- Johannes Scotus Eriugena - Filósofo, falleció en 877
- Marianus Scotus - Cronista, falleció c. 1083
- Bertie Ahern - Taoiseach (1997-2008)
- Francis Bacon - Artista (1909-1992)
- George Berkeley - Filósofo, 1685-1753
- James Butler, I duque de Ormonde - Estadista y soldado, falleció en 1688
- Arthur Wellesley, Duque de Wellington
- Ninette de Valois - Bailarina y fundadora del Ballet Real, falleció en 2001
- Enya - Cantante
- Sheamus - Luchador
- Finn Bálor - Luchador
- Becky Lynch - Luchadora
- Veronica Guerin - Periodista, asesinada en 1996
- Arthur Guinness - Fundador de la dinastía Guinness
- William Rowan Hamilton - Matemático y científico
- John Hume - Político, Nobel de la Paz, nacido en 1937
- Mary McAleese - Presidente de Irlanda desde 1997
- Bono - Cantante
- Sinéad O'Connor - Cantante
- Dermot MacMurrough - Rey de Leinster, falleció en 1171
- Daniel O'Connell - Barrister y emancipador irlandés
- Francis Martin O'Donnell - Diplomático de la ONU
- Bob Geldof - Cantante
- Grace O'Malley - Pirata irlandesa, c. 1530-c. 1603
- Mary Robinson - Alta Comisionada de las Naciones Unidas para los Derechos Humanos, primera mujer que accedió a la jefatura del Estado cuando fue elegida Presidenta de Irlanda.
- Juan O'Gorman- pintor mexico-irlandés, 6 de julio de 1905 – 18 de enero de 1982
- Juan O'Donojú- Último virrey de la Nueva España
- Alejo Bay - Gobernador mexico-irlandés del estado mexicano de Sonora
- Conor McGregor- Peleador de Artes marciales mixtas
- Evanna Lynch - Actriz, conocida por su interpretación de Luna Lovegood en la saga Harry Potter
- Dolores O'Riordan - cantante y compositora, conocida por ser la vocalista y letrista principal de The Cranberries.
- Colin O'Donoghue - actor conocido por ser conocido por su interpretación en The Rite y Once Upon a Time.